# Sidirokastro
Sidirokastro (in greco δηρόκαστρο?) è un ex comune della Grecia nella periferia della Macedonia Centrale (unità periferica di Serres) con 10598 abitanti secondo i dati del censimento 2001.
È stato soppresso a seguito della riforma amministrativa, detta Programma Callicrate, in vigore dal gennaio 2011 ed è ora compreso nel comune di Sintiki.
Si trova vicino alla valle fertile del fiume di Strimone, sulla banca del fiume di Krousovitis. Sidirokastro appartiene alla Macedonia Centrale ed è il luogo di comunicazione tra la Grecia e l'Europa nord-orientale. È una destinazione turistica con delle viste interessanti, quali il castello di pietra medioevale, le rovine Bizantine, le stazioni termali naturali e una bella natura.

## Geografia
Sidirokastro è situata nella vallata del fiume Strimone, nella Grecia settentrionale, a 25 chilometri nord-ovest della città di Serres. Il centro abitato si sviluppa lungo il torrente Krousovitis, ed è compreso fra le montagne di Angistro e di Vrontou (nord) ed il fiume Strimone. Le catene montuose di Kerkini, di Angistro e di Orvilos formano i confini naturali della zona con i paesi Balcani limitrofi. La zona intorno a Sidirokastro è ricca di minerali (marmo, lignite, manganese, rame, fosfati, ferro, cromite, dolomite, uranio) e sorgenti termali.

## Storia
I primi abitanti della zona furono la tribù di Sintii, che abitavano nella zona denominata in seguito come Sintiki. Essa era una delle province della prefettura di Serres, di cui Sidirokastro era la capitale. Un importante episodio storico fu la battaglia di Kleidion avvenuta il 4 ottobre del 1014 durante le guerre bulgaro-bizantine, presso il passaggio di Kleidion sul fiume Strimone. L'esercito Bizantino fu condotto dall'imperatore Basilio II, che fu riconosciuto nella storia con l'appellativo di Bulgaroctono (massacratore dei Bulgari), per aver fatto accecare 14000 Bulgari. Il 20 settembre 1383, Sidirokastro fu conquistata dagli Ottomani e ribattezzata Demir Hisar. Durante la dominazione turca divenne sede di una kaza e fu inclusa all'interno del territorio del sangiaccato di Siroz. Nel 1912, nel corso della prima guerra balcanica, Demir Hisar fu conquistata dall'esercito bulgaro guidato dal generale Georgi Todorov e ribattezzata Валовища (Valovišta). Nella successiva seconda guerra balcanica la cittadina fu conquistata dall'esercito greco il 27 giugno 1913. Il trattato di pace di Bucarest assegnò Sidirokastro alla Grecia. In seguito a tali accordi le autorità di Atene fecero affluire nella cittadina centinaia di famiglie greche provenienti dal villaggio di Melnik, assegnato nel frattempo alla Bulgaria. Contemporaneamente, numerose famiglie bulgare o slavo-macedoni furono costrette a lasciare Sidirokastro e a rifugiarsi all'interno dei confini bulgari. Nel 1916, nel corso della prima guerra mondiale, nonostante l'iniziale neutralità greca, fu nuovamente occupata dalle truppe bulgare. L'esercito greco riprese Sidirokastro il 21 settembre del 1918. A seguito della sconfitta nella guerra con la Turchia nel 1922 e al successivo scambio di popolazioni tra i due paesi, s'insediarono nella cittadina centinaia di famiglie greche provenienti dall'Asia Minore, dalle regioni del mar Nero e dalla Tracia orientale. Nell'aprile del 1941, dopo l'invasione della Grecia da parte delle forze dell'Asse, Sidirokastro fu inclusa nella zona d'occupazione militare bulgara. Gli invasori lasciarono la città nel 1944 contemporaneamente al ritiro delle forze naziste dalla Grecia.

## Infrastrutture e trasporti

### Strade
La principale via d'accesso a Sidirokastro è l'autostrada A25, che forma il troncone finale della Strada europea E79 e unisce Salonicco al valico di frontiera con la Bulgaria di Promachonas.

### Ferrovie
Sidirokastro dispone di una stazione lungo la ferrovia Salonicco-Alessandropoli.